# Avicularia hirschii
Avicularia hirschii is een spinnensoort in de taxonomische indeling van de vogelspinnen (Theraphosidae).
Het dier behoort tot het geslacht Avicularia. De wetenschappelijke naam van de soort werd voor het eerst geldig gepubliceerd in 2006 door Bullmer, Thierer-Lutz & Joachim Schmidt.